# Seno polar
En geometría, el seno polar generaliza la función seno de un ángulo, al ángulo de vértice de un politopo. Se denota por psen (o psin en la bibliografía anglosajona).

## Definición

### nvectores en el espacion-dimensional

Las interpretaciones de los volúmenes 3D de un cuboide (Ω en la definición de seno polar) (a la izquierda); y de un paralelepípedo (Π en la definición) (a la derecha). La interpretación es similar en dimensiones superiores

Sean v1, ..., vn (n ≥ 1) un conjunto de n vectores distintos de cero en un  espacio n-dimensional (Rn) situados en un vértice de un paralelotopo, formando sus aristas. El seno polar del ángulo del vértice es:
{\displaystyle \operatorname {psin} (\mathbf {v} _{1},\dots ,\mathbf {v} _{n})={\frac {\Omega }{\Pi }},}
donde el numerador es el determinante
{\displaystyle {\begin{aligned}\Omega &=\det {\begin{bmatrix}\mathbf {v} _{1}&\mathbf {v} _{2}&\cdots &\mathbf {v} _{n}\end{bmatrix}}={\begin{vmatrix}v_{11}&v_{21}&\cdots &v_{n1}\\v_{12}&v_{22}&\cdots &v_{n2}\\\vdots &\vdots &\ddots &\vdots \\v_{1n}&v_{2n}&\cdots &v_{nn}\\\end{vmatrix}}\end{aligned}}\,,}
que es igual al hipervolumen con signo del paralelotopo con aristas vectoriales
{\displaystyle {\begin{aligned}\mathbf {v} _{1}&=(v_{11},v_{12},\dots ,v_{1n})^{T}\\\mathbf {v} _{2}&=(v_{21},v_{22},\dots ,v_{2n})^{T}\\&\,\,\,\vdots \\\mathbf {v} _{n}&=(v_{n1},v_{n2},\dots ,v_{nn})^{T}\,,\\\end{aligned}}}
y donde el denominador es  el n-producto
{\displaystyle \Pi =\prod _{i=1}^{n}\|\mathbf {v} _{i}\|}
de las magnitudes de los vectores, que es igual al hipervolumen de los hiperrectángulos n-dimensionales con aristas iguales a las magnitudes de los vectores ||v1||, ||v2||, ... ||vn|| en lugar de los propios vectores (véase también Ericksson).
El paralelotopo es como un "hiperrectángulo aplastado", por lo que tiene menos hipervolumen que el hiperrectángulo, lo que significa que (véase la imagen para el caso 3d):
{\displaystyle |\Omega |\leq \Pi \implies {\frac {|\Omega |}{\Pi }}\leq 1\implies -1\leq \operatorname {psin} (\mathbf {v} _{1},\dots ,\mathbf {v} _{n})\leq 1\,,}
como para el seno ordinario, alcanzando el valor máximo solo en el caso de que todos los vectores sean mutuamente ortogonales entre sí.
Para el caso n = 2, el seno polar es el seno ordinario del ángulo comprendido entre los dos vectores.

### En dimensiones superiores
Se puede definir una versión no negativa del seno polar que funciona en cualquier espacio m-dimensional usando la matriz de Gram. El numerador se da como:
{\displaystyle \Omega ={\sqrt {\det \left({\begin{bmatrix}\mathbf {v} _{1}&\mathbf {v} _{2}&\cdots &\mathbf {v} _{n}\end{bmatrix}}^{T}{\begin{bmatrix}\mathbf {v} _{1}&\mathbf {v} _{2}&\cdots &\mathbf {v} _{n}\end{bmatrix}}\right)}}\,,}
donde el superíndice T indica la matriz transpuesta. Esto puede ser distinto de cero solo si m ≥ n. En el caso m = n, esto es equivalente al valor absoluto de la definición dada anteriormente. En el caso degenerado m < n, el determinante será el de una matriz singular n × n, dando Ω= 0, porque no es posible tener n vectores linealmente independientes en el espacio m-dimensional.

## Propiedades

### Intercambio de vectores
El seno polar cambia de signo cada vez que se intercambian dos vectores, debido a la antisimetría del cambio de filas en el determinante. Sin embargo, su valor absoluto permanece sin cambios.
{\displaystyle {\begin{aligned}\Omega &=\det {\begin{bmatrix}\mathbf {v} _{1}&\mathbf {v} _{2}&\cdots &\mathbf {v} _{i}&\cdots &\mathbf {v} _{j}&\cdots &\mathbf {v} _{n}\end{bmatrix}}\\&=-\!\det {\begin{bmatrix}\mathbf {v} _{1}&\mathbf {v} _{2}&\cdots &\mathbf {v} _{j}&\cdots &\mathbf {v} _{i}&\cdots &\mathbf {v} _{n}\end{bmatrix}}\\&=-\Omega \end{aligned}}}

### Invariancia bajo la multiplicación escalar de vectores
El seno polar no cambia si todos los vectores v1, ..., vn son multiplicados escalarmente por constantes positivas ci, debido a la factorización
{\displaystyle {\begin{aligned}\operatorname {psin} (c_{1}\mathbf {v} _{1},\dots ,c_{n}\mathbf {v} _{n})&={\frac {\det {\begin{bmatrix}c_{1}\mathbf {v} _{1}&c_{2}\mathbf {v} _{2}&\cdots &c_{n}\mathbf {v} _{n}\end{bmatrix}}}{\prod _{i=1}^{n}\|c_{i}\mathbf {v} _{i}\|}}\\[6pt]&={\frac {\prod _{i=1}^{n}c_{i}}{\prod _{i=1}^{n}|c_{i}|}}\cdot {\frac {\det {\begin{bmatrix}\mathbf {v} _{1}&\mathbf {v} _{2}&\cdots &\mathbf {v} _{n}\end{bmatrix}}}{\prod _{i=1}^{n}\|\mathbf {v} _{i}\|}}\\[6pt]&=\operatorname {psin} (\mathbf {v} _{1},\dots ,\mathbf {v} _{n}).\end{aligned}}}
Si un número impar de estas constantes es negativo, entonces el signo del seno polar cambiará, aunque su valor absoluto permanecerá sin cambios.

### Anulación con dependencias lineales
Si los vectores no son independientemente lineales entre sí, el seno polar será cero. Esto siempre será así en el caso degenerado en el que el número de dimensiones m es estrictamente menor que el número de vectores n.

### Relación con los cosenos correspondientes
El coseno del ángulo entre dos vectores distintos de cero viene dado por
{\displaystyle \cos(\mathbf {v} _{1},\mathbf {v} _{2})={\frac {\mathbf {v} _{1}\cdot \mathbf {v} _{2}}{\|\mathbf {v} _{1}\|\|\mathbf {v} _{2}\|}}\,}
utilizando el producto escalar. La comparación de esta expresión con la definición del valor absoluto del seno polar dada anteriormente da:
{\displaystyle \left|\operatorname {psin} (\mathbf {v} _{1},\ldots ,\mathbf {v} _{n})\right|^{2}=\det \!\left[{\begin{matrix}1&\cos(\mathbf {v} _{1},\mathbf {v} _{2})&\cdots &\cos(\mathbf {v} _{1},\mathbf {v} _{n})\\\cos(\mathbf {v} _{2},\mathbf {v} _{1})&1&\cdots &\cos(\mathbf {v} _{2},\mathbf {v} _{n})\\\vdots &\vdots &\ddots &\vdots \\\cos(\mathbf {v} _{n},\mathbf {v} _{1})&\cos(\mathbf {v} _{n},\mathbf {v} _{2})&\cdots &1\\\end{matrix}}\right].}
En particular, para n= 2, esto es equivalente a
{\displaystyle \sin ^{2}(\mathbf {v} _{1},\mathbf {v} _{2})=1-\cos ^{2}(\mathbf {v} _{1},\mathbf {v} _{2})\,,}
que es el teorema de Pitágoras.

## Historia
Los senos polares fueron investigados por Euler en el siglo XVIII.